# Precinct d'Oakford no 9
Le precinct d'Oakford N° 9 est un precinct électoral du comté de Menard dans l'Illinois, aux États-Unis. En 2010, ce precinct comptait une population de 452 habitants.

## Source de la traduction
- (en) Cet article est partiellement ou en totalité issu de l’article de Wikipédia en anglais intitulé « Oakford No. 9 Precinct, Menard County, Illinois » (voir la liste des auteurs).